# La Danseuse (film, 1951)
Pour les articles homonymes, voir La Danseuse.
Pour plus de détails, voir Fiche technique et Distribution.
La Danseuse (舞姫, Maihime) est un film japonais réalisé par Mikio Naruse et sorti en 1951. 
Le film est une adaptation d'un roman de Yasunari Kawabata.

## Synopsis
Une famille traverse une crise qui menace son existence. La mère, Namiko, est une ancienne ballerine courtisée par deux hommes. L'un d'eux est son ancien manager qui la harcèle sans ménagement alors que le second, Takehara, attend depuis vingt ans qu'elle quitte son mari. Ce dernier est un anthropologue, en apparence distant mais conscient des tiraillements sentimentaux de son épouse. Leurs deux enfants souffrent de cette situation. Le garçon Takao semble plutôt soutenir son père quand la fille, Shinako, se destine à la même voie que sa mère.

## Fiche technique
- Titre original : 舞姫 (Maihime?)
- Titre français : La Danseuse
- Réalisation : Mikio Naruse
- Scénario : Kaneto Shindō, d'après un roman de Yasunari Kawabata
- Photographie : Asakazu Nakai
- Musique : Ichirō Saitō
- Production : Hideo Koi pour la Toho
- Langue : japonais
- Format : N&B - 1,37:1 - 35 mm - Son mono
- Durée : 84 minutes
- Date de distribution :  Japon 17 août 1951

## Distribution
- Sō Yamamura : Yagi
- Mieko Takamine : Namiko
- Mariko Okada : Shinako
- Akihiko Katayama : Takao
- Hiroshi Nihon'yanagi : Takehara
- Bontarō Miake (ja) : Numata
- Isao Kimura : Nozu
- Reiko Otani : Tomoko
- Heihachirō Ōkawa : Koyama
- Sadako Sawamura : Mitsue